# Голичівка
Голи́чівка (раніше також Голишівка) — село у складі Корецької міської громади Рівненського району Рівненської області; населення — 661 особа; перша згадка — 1632 рік. Раніше було у складі Морозівської сільської ради

## Географія
Селом протікає річка Кобилянка, ліва притока Корчика.

## Історія
У 1906 році село Корецької волості Новоград-Волинського повіту Волинської губернії. Відстань від повітового міста 35 верст. Дворів 92, мешканців 640.

## Відомі люди
- Карась Анатолій Федосович — український філософ, професор.
- Дехтярчук Олександр Володимирович — голова Дубенської районної ради, народний депутат України 8-го скликання.